# John Jacob Astor IV

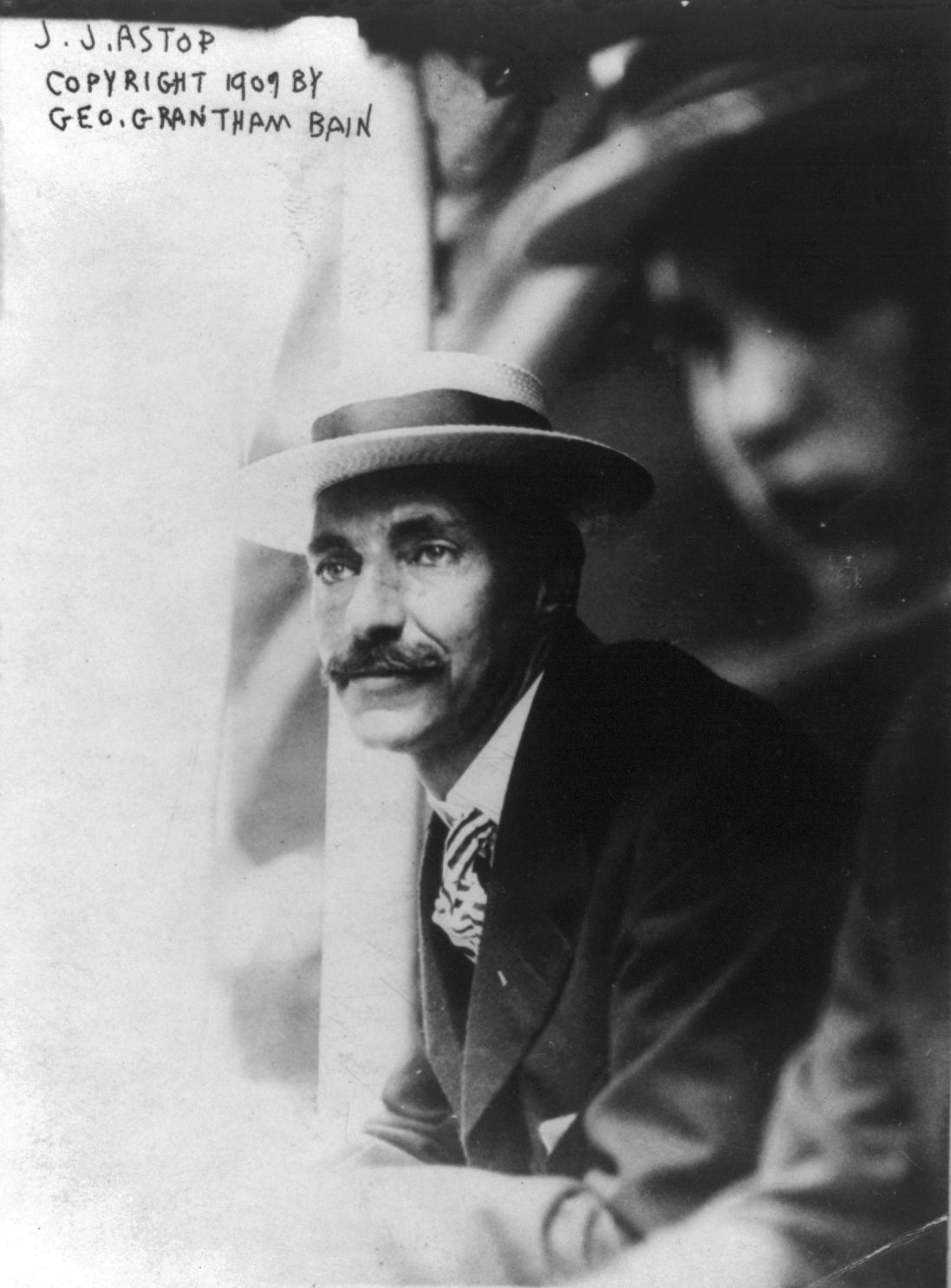
John Jacob Astor IV v roce 1909

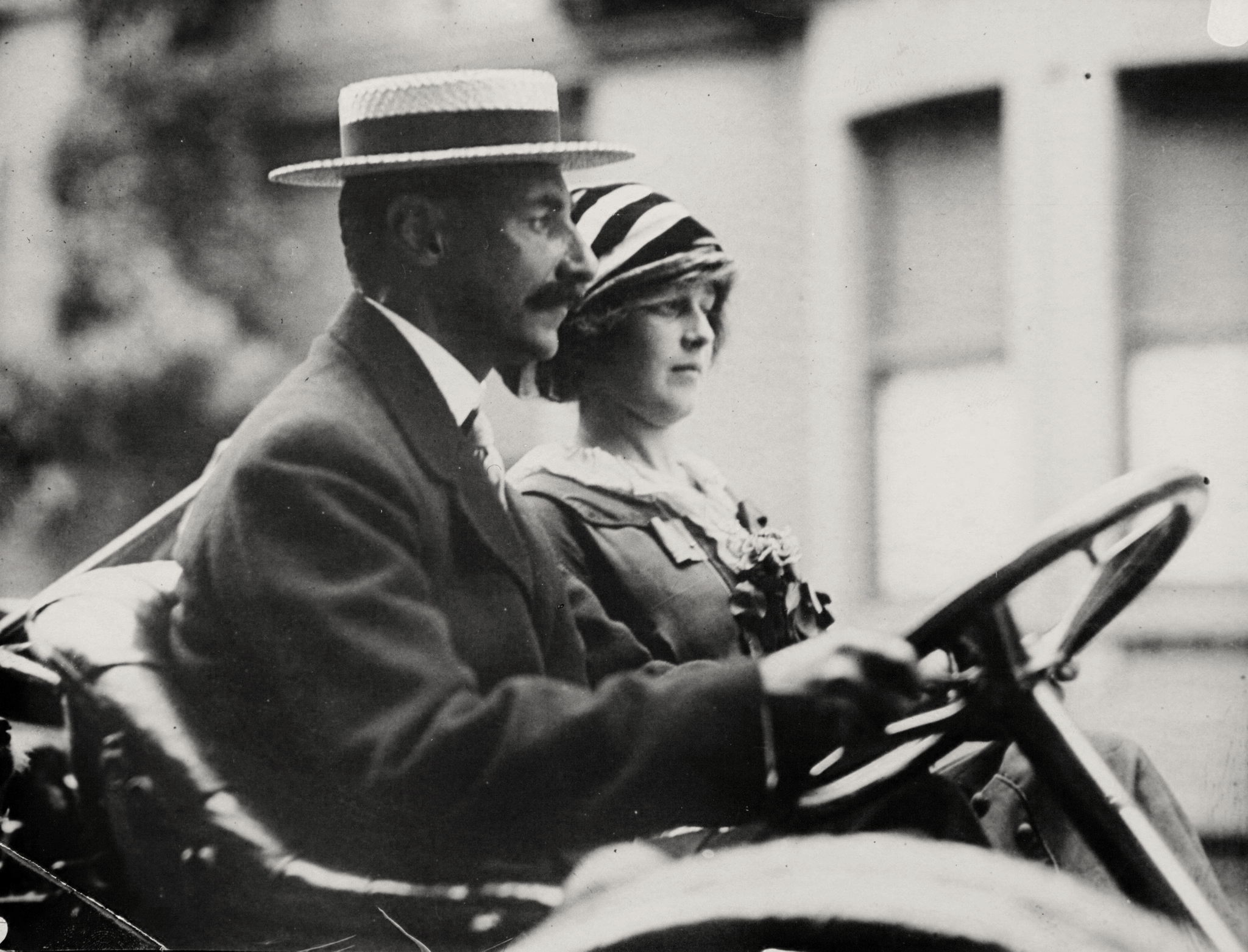
John Jacob se svou druhou ženou, na jaře 1912, krátce před smrtí (malba)

John Jacob Astor IV (13. července 1864 New York – 15. dubna 1912 Atlantský oceán) byl americký obchodník, vynálezce, spisovatel a v pozdější části svého života vlivný milionář. Byl nejbohatším cestujícím na palubě Titaniku a s odhadovaným jměním ve výši půl miliardy dolarů byl ve své době považován za nejbohatšího člověka světa.

## Životopis

### Mládí
Narodil se v roce 1864 ve městě Rhinebeck ve státě New York do vlivného rodu Astorů rodičům Williamu Backhouse Astorovi, Jr., a Caroline Webster Schermerhorn Astorové jako nejmladší z pěti dětí. Rodiče, sourozenci a jeho nejbližší mu říkali přezdívkou Jack.
Navštěvoval školu sv. Pavla v Concordu (hlavním městě New Hampshire) a později Harvardovu univerzitu.

### Kariéra
Prvním jeho literárním úspěchem bylo A Journey in Other Worlds z roku 1894, sci-fi román z roku 2000 na Saturnu a Jupiteru. Ve stejném období ale začal podnikat. Bohatství vydělal v nemovitostech. Nejen prodejem ale i tím, že je nechával stavět – např. v roce 1897 postavil (Waldorf-)Astoria Hotel s přívlastkem nejluxusnějšího hotelu na světě. V polovině 90. let 19. století se angažoval v politice ve státě New York. Po roce 1898 financoval americkou armádu ve Španělsko-americké válce.

### Smrt
Se svojí manželkou Madeleine Astor po svatbě zamířili do Evropy. Madeleine otěhotněla a chtěla, aby se její potomek narodil ve Spojených státech. Astor IV tak pro návrat zpět přes Atlantik zvolil plavbu v luxusní lodi Titanic. S jeho smrtí se stejně jako s osudem Titanicu pojí zajímavé konspirační teorie – jedna z nich staví na tom, že u Titanicu byly pár dní před vyplutím vyměněny všechny insignie s jeho sesterskou lodí Olympic (jež nebyla ve stoprocentním stavu po nedávné kolizi s jinou lodí) a tedy potopení Titanicu/Olympicu byl pojistný podvod ze strany společnosti White Star Line; a druhá se týká odstranění Astora, kdy tento muž měl být významným odpůrcem tzv. „plánu z Jekyll Island“ z roku 1908, v němž několik vlivných amerických bankéřů plánovalo vznik kartelu komerčních amerických bank a převzetí několika významných privilegií jako rozhodováním o míře inflace či emisemi měny. Astor měl být jedním ze tří vlivných mužů, kteří údajně byli jediní schopni vznik tohoto kartelu ohrozit – dalšími byli Benjamin Guggenheim a Isidor Straus – a podle této teorie tedy museli být odstraněni. Všichni tři muži, shodou okolností všichni na palubě Titaniku, přišli při této tragédii o život. J. P. Morganovi, vlivnému bankéři a podnikateli, který společnost White Star Line financoval a měl zájem na vytvoření bankovního kartelu, to tedy mohlo nabídnout příležitost tyto okolnosti využít a „zabít tři mouchy jednou ranou“.
Astor IV byl nalezen 22. dubna parníkem Mackay-Bennett společnosti White Star coby „číslo 124“. Identifikovaly ho kapesní hodinky, prstýnek a hotovost, neboť obličej byl rozdrcený. Díky tomu se usuzuje, že na Astora se zřítil přední komín Titaniku při jeho potopení, což znamená, že se okolo 3:15 hodin nacházel na člunové palubě. Pohřben je v Trinity Church Cemetery v New York City. Jeho žena se zachránila a o pár měsíců později porodila zdravého syna, Johna Jacoba Astora VI.

## Osobní život
Byl dvakrát ženat. Ve Filadelfii se v únoru 1891 oženil s Avou Lowle Willing (1868–1958). Z manželství, které skončilo v roce 1910 rozvodem, vzešel syn Vincent (1891–1959) a dcera Ava Alice Muriel (1902–1956).
V září 1911 si v Newportu vzal osmnáctiletou Madeleine Talmage Force (1893–1940), která čtyři měsíce po potopení Titanicu a smrti manžela porodila jejich společného syna Johna Jacoba Astora VI (1912–1992). Madeleine se poté ještě dvakrát provdala, rozvedla a měla další dva syny.

## Ztvárnění ve filmu
Ve filmu Titanic z roku 1997 postavu Johna Jacoba Astora ztvárnil německo-americký herec Eric Braeden.